# China Huaneng Group
China Huaneng Group Co., Ltd. eller  CHNG  er en statsjet kinesisk elproducent. De er engageret i produktion og salg af elektricitet i Kina.
China Huaneng Group Corporation blev etableret i 1989 som et holdingselskab for en række datterselskaber.
De ejer 51 % af Huaneng Power International og har flere regionale selskaber.